# Blankenheim (Saksonia-Anhalt)
Blankenheim – miejscowość i gmina w Niemczech, w kraju związkowym Saksonia-Anhalt, w powiecie Mansfeld-Südharz, wchodzi w skład gminy związkowej Mansfelder Grund-Helbra.